# Lévay Ede
Lévay Ede (Nagyvárad, 1864. április 18. – Budapest, 1928. december 30.) filozófiai doktor, főgimnáziumi tanár, matematikus.

## Élete
Lévay József földbirtokos és Kállay Katalin fia. Nagyváradon végezte középiskolai tanulmányait; egyetemi hallgató volt Kolozsvárott a matematika-természettudományi karon; ugyanott nyert 1890. május 30-án bölcseletdoktori és 1895-ben tanári oklevelet. Később a pozsonyi királyi katolikus főgimnázium rendes tanára.

## Művei
Irodalmi rajza és költeményei a Családi Lapokban (1882. rajz, 1883. Májusi dal Göthe után); az Ország-Világban (1886. költ, Rittershaus Emil és Grandjean M. után.)
Önállóan megjelent művei:
- A chemiai hőnek és az árammunka hőaequivalensének viszonyairól galván-elemeknél. Kolozsvár, 1890. (Különnyomat az Erdélyi Muzeumegylet Kiadványából. Németül a berlini Annalen der Physik und Chemieben 1891.)
- Az elektromosság Faraday-Maxwell-féle elméletének vázlata. Pozsony, 1897.
- Arithmetikai és algebrai példatár. Pozsony, 1899. (Tudományos Zsebkönyvtár 2.)
- A sík trigonometriája példatárral. Pozsony, 1899. (Tudományos Zsebkönyvtár 14.)
- Planimetria példatárral. Pozsony, 1899. (Tudományos Zsebkönyvtár 23.)
- Számtan. Pozsony, 1899 (Tudományos Zsebkönyvtár 35.)
- Algebra. Pozsony, 1899. (Tudományos Zsebkönyvtár 44.)
- Stereometria és sphaerikus trigonometria példatárral. 355 feladat. Pozsony, 1900. (Tudományos Zsebkönyvtár 55.)
- Physikai repetitorium. I. Mechanika. II. Akustika. Optika. Hőtan. III. Elektromosság és mágnesség. Pozsony, 1901. (Tudományos Zsebkönyvtár 76., 81., 85.)
- Analytikai síkmértan. 22 ábrával. 250 feladat. Pozsony, 1901. (Tudományos Zsebkönyvtár 95.)
- Algebrai példatár. 2., bővített kiadás. 1902. (Tudományos Zsebkönyvtár 115.)
- Geometriai példatár. 1904. (Tudományos Zsebkönyvtár 158.)
- Fizikai példatár. I. sorozat. Feladatok a mechanika, akusztika és optika köréből. 1909. (Tudományos Zsebkönyvtár 207.)
- Fizikai példatár. II. sorozat. Feladatok a hőtan, mágnesség és elektromosság köréből. 1909. (Tudományos Zsebkönyvtár 208.)
- Csillagászati és fizikai földrajz. Budapest, 1913.
- Algebra. Budapest, 1913.
- A differenciál és integrálszámítás elemei. Budapest, 1913.
- Fizika. Budapest, 1914.